# Hypercompe neurophylla
Hypercompe neurophylla là một loài bướm đêm thuộc phân họ Arctiinae, họ Erebidae.